# Краснодолинный мост
Краснодолинный (Шведский, 2-й Новосильвийский) мост — памятник архитектуры, однопролётный каменный арочный мост через реку Славянку в Павловском парке Павловска. Входит в ансамбль паркового района Красной Долины, соединяя его с районом Белой Берёзы. Построен в 1870-х; полностью уничтожен отступающей немецкой армией в январе 1944 года.
Постройка моста была связана с тем, что обветшал построенный после изменения русла Славянки деревянный мост, по которому от Елизаветина павильона проезжали на Бельведерную дорогу. Конструктивно похож на соседний Новосильвийский мост, но имел другие пропорции пролёта и более высокую ограду из камней.
О планах по восстановлению моста было объявлено в 2015 году, однако работы начались только в 2024 году, в рамках масштабного проекта к 250-летию музея-заповедника в 2027 году. 